# Carlos Ruiz Zafón
Carlos Ruiz Zafón (španska izgovarjava: [ˈkaɾlos rwiθ θaˈfon], španski pisatelj, *25. september 1964,  Barcelona, Španija, †19. junij 2020, Los Angeles, Kalifornija, ZDA.
Svetovno slavo je pridobil po objavi romana La sombra del viento (Senca vetra), ki ga je napisal leta 2011. Roman Senca vetra ostaja njegovo najbolj znano delo, hkrati pa velja za enega najuspešnejših španskih romanov preteklih desetletij. Prevedli so ga v 50 jezikov, tudi v slovenščino.

## Življenje
Ruiz Zafón se je rodil leta 1964 v Barceloni. Njegovi stari starši so bili tovarniški delavci, oče pa zavarovalničar. Študiral je religiologijo, diplomiral pa iz informacijskih ved. Svojo poklicno pot je začel v oglaševanju. Od leta 1994 se je z družino preselil v Los Angeles, kjer se je nekaj časa ukvarjal tudi s pisanjem filmskih scenarijev. Bil je tekoči govorec angleščine.
Umrl je 19. junija 2020 v Los Angelesu za posledicami raka debelega črevesa.

## Književno ustvarjanje
Svojo pisateljsko kariero je začel s pisanjem za otroke in mladino. Že za prvenec Princ megle, ki ga je izdal leta 1993, je prejel najvišje špansko literarno priznanje. Roman Marina, ki ga je izdal leta 1999, je že pomenil pomik k leposlovju za odrasle, prvi pravi roman za odrasle, Senca vetra, pa je izšel leta 2001. S slednjim je dosegel svetovno slavo; roman so prevedli v 50 jezikov, tudi v slovenščino. Roman Senca vetra je prva knjiga iz serije Pokopališče pozabljenih knjig; v sklopu zbirke so sledili še Igra angela, Ujetnik nebes in leta 2016 še četrti roman Labirint duhov.

## Dela

### Mladinska dela
- El príncipe de la niebla (1993), v slovenskem prevodu Princ megle
- El palacio de la medianoche (1994)
- Las luces de septiembre (1995)
- Marina (1999), v slovenskem prevodu Marina, Mladinska knjiga (2015)[17]

### Romani / dela za odrasle
- Zbirka El cementerio de los libros olvidados[18][19] (Pokopališče pozabljenih knjig)[9]
  - La sombra del viento, 2001 (v slovenskem prevodu Senca vetra, Mladinska knjiga, 2006)[20]
  - El juego del ángel, 2008 (v slovenskem prevodu Igra angela, Mladinska knjiga, 2009)[21]
  - El prisionero del cielo, 2011  (v slovenskem prevodu Ujetnik nebes, Mladinska knjiga, 2013)[22]
  - El laberinto de los espíritus, 2017  (v slovenskem prevodu Labirint duhov, Mladinska knjiga, 2019)[23]
- La ciudad de vapor, 2021